# Плюсковенси (Ґолюбсько-Добжинський повіт)
Плюсковенси (пол. Pluskowęsy) — село в Польщі, у гміні Ковалево-Поморське Ґолюбсько-Добжинського повіту Куявсько-Поморського воєводства.
Населення — 407 осіб (2011).
У 1975-1998 роках село належало до Торунського воєводства.

## Демографія
Демографічна структура станом на 31 березня 2011 року:
|          | Загалом | Допрацездатний вік | Працездатний вік | Постпрацездатний вік |
| -------- | ------- | ------------------ | ---------------- | -------------------- |
| Чоловіки | 201     | 48                 | 133              | 20                   |
| Жінки    | 206     | 42                 | 121              | 43                   |
| Разом    | 407     | 90                 | 254              | 63                   |